# Список серий Digimon Adventure
Сериал Digimon Adventure состоит из 54 серий и впервые транслировался сначала на телеканале Fuji Television с 7 марта 1999 года по 26 марта 2000 года, затем — на TV Asahi. Режиссёром сериала является Хироюки Какудо, продюсером — Кэйсукэ Окуда, музыка к аниме написана Таканори Арисавой, а художником персонажей выступил Кацуёси Накацуру. Сериал издавался на видеокассетах и DVD в Японии и за её пределами. На мероприятии Digimon Adventure 15th Anniversary на 3 марта 2015 года был анонсирован выпуск коллекционного издания на дисках Blu-ray, содержащего все 54 серии в HD-разрешении; в первых экземплярах издания в качестве приложения предусмотрены аудиопостановки.
В Северной Америке сериал впервые был показан с 14 августа 1999 года по 24 июня 2000 года на американском телеканале Fox Kids, в телепрограммах Made In Japan и Anime Invasion, и завоевал большую популярность среди зрителей 6–11 лет, благодаря чему Fox Kids обошёл своих конкурентов — телеканалы ABC, Kids' WB, и Nickelodeon. Американская версия Digimon Adventures под названием Digimon: Digital Monsters была лицензирована и озвучена на английский язык компанией Saban Entertainment и была подвергнута цензуре. По мнению американских поклонников аниме, американскую версию Digimon Adventure цензура затронула не так сильно, как другие японские анимационные сериалы, изданные в США, тем не менее, сцены с применением огнестрельного оружия были перерисованы или вырезаны. Основные претензии предъявлялись к замене части оригинальных имён на английские, серьёзному изменению музыкального ряда и вставкам неуместных каламбуров и озвученных реплик в моменты, которые в японском оригинале были без слов. В американских телекомпаниях посчитали, что сериал был ориентирован в первую очередь на мальчиков, поэтому свели при переводе к минимуму всё, что могло привлечь девочек или более взрослую аудиторию. Со 2 ноября 1999 года Digimon: Digital Monsters начал издаваться на видеокассетах, а с 5 декабря 2000 года — на DVD. Digimon: Digital Monsters также выходил в эфир других североамериканских странах; в Канаде его показали в 2000 году англоязычный телеканал YTV и франкоязычный TQS. Позднее, в середине 2000-х годов сериал был доступен для онлайн-просмотра на сайте Netflix и других.
Сериал также демонстрировался в европейских странах. Во Франции он впервые был показан в американской версии со 2 сентября 2000 года по 3 февраля 2001 года на телеканале TF1 в блоке мультфильмов TFou, и, в тот же период, с 4 сентября 2000 года, на спутниковом телеканале Fox Kids. В течение первого года трансляции сериала рейтинг этих телеканалов достигал 70–75 %. В других странах континентальной Европы и в Великобритании сериал транслировался на телеканалах Fox Kids и ITV (CITV). Среди постсоветских стран сериал транслировался только на Украине. Премьерный показ оригинальной японской версии аниме под названием «Приключения Дигимонов» в многоголосом закадровом переводе на русский язык киевской студии «Пилот», известной своим русским дубляжом аниме «Покемон», прошёл с 4 ноября 2002 года по 13 января 2003 года на «Новом канале». Со 2 октября по 16 декабря 2003 года был проведён повторный показ сериала.

## Список серий
| 01 | Одиссея? Остров приключений! «Хё:рю:? Бо:кэн но сима!» (漂流? 冒険の島!)                                       | Хироюки Какудо   | Сатору Нисидзоно | 7.3.1999  | 4.11.2002 2.10.2003  |
| 1 августа 1999 года по всему миру происходят погодные аномалии. Японских школьников Таити Ягами, Сору Такэноути, Ямато Исиду, Такэру Такаиси, Косиро Идзуми, Мими Татикаву и Дзё Кидо, отдыхающих в то время в летнем лагере, застаёт снегопад. Переждав его в хокоре, ребята выходят на свежий воздух и наблюдают полярное сияние. Внезапно на них с неба падают семь загадочных приборов. Когда дети берут приборы, их затягивает в Цифровой мир, населённый цифровыми монстрами — дигимонами. Каждого из детей встречает свой дигимон. Дигимоны утверждают, что они ждали детей всю жизнь и что они должны защищать их любой ценой. На детей нападает разъярённый дигимон Кувагамон, похожий на гигантского жука-оленя. Дигимоны пытаются с ним сразиться, но безуспешно. Внезапно приборы, которые находятся у детей, начинают светиться, дигимоны эволюционируют, и, став сильнее, дают отпор Кувагамону. Тем не менее, Кувагамону из последних сил удаётся отколоть кусок скалы и сбросить детей и их дигимонов в реку. | |                  |                  |           |                      |
| 02 | Взрывная эволюция! Греймон «Бакурэцу синка! Гурэймон» (爆裂進化! グレイモン)                                   | Хироюки Какудо   | Сатору Нисидзоно | 14.3.1999 | 5.11.2002 3.10.2003  |
| Детям и дигимонам удаётся выбраться из реки на берег. Ребята начинают высказывать предположения, где они очутились, и как им вернуться домой. Дигимон-напарник Таити Агумон говорит, что они оказались на острове Файл, и что здесь никогда не было людей; здесь живут только дигимоны. Поиски приводят ребят на взморье, где они находят непонятно откуда взявшиеся таксофоны. Друзья приходят к выводу, что если здесь есть таксофоны, то есть и поставившие их люди. Ребята пытаются дозвониться домой, но телефоны нормально не работают: их звонки либо переадресуются на подобия справочных служб, либо автоответчик сообщает, что номер не обслуживается или аппарат вне зоны действия сети. Обсуждая свой дальнейший план действий и распределение имеющейся у них пищи на пайки, герои подвергаются нападению дигимона-моллюска Шеллмона. Никто из дигимонов детей неспособен оказывать сопротивление из-за слабости и голода, кроме Агумона, так как Таити поделился с ним частью своего пайка. Когда Шеллмон хватает Таити, Агумон с помощью прибора развивается в Греймона, а затем побеждает Шеллмона, выкинув его в океан. Когда Греймон свёртывается обратно в Агумона, герои приходят к выводу, что нужно кормить дигимонов, чтобы те смогли их защищать. | |                  |                  |           |                      |
| 03 | Голубой волк! Гарурумон «Аоки о:ками! Гарурумон» (蒼き狼! ガルルモン)                                          | Хироюки Какудо   | Рэйко Ёсида      | 21.3.1999 | 6.11.2002 6.10.2003  |
| Покидая взморье, ребята встречают двух разъярённых дигимонов-носорогов Монохромонов. К их везению, им удаётся уйти целыми. Продолжая путь, они находят озеро, на берегу которого стоит трамвай. Здесь друзья решают устроить привал, так как трамвай может послужить крышей над головой. Наловив в озере рыбы, ребята готовят её на костре. Дзё приходит к выводу, что, раз на ночном небе нет ни одного известного ему созвездия ни с Северного, ни с Южного полушария, то они могут быть не в Японии, и даже не в их родном мире. Перед сном Косиро предлагает устроить ночное дежурство, затем Таити и Ямато едва не сходятся в драке из-за неудачной шутки Таити над Габумоном. Уставшие дети ложатся спать. Во время ночного дежурства, Ямато, которому не спалось, рассказывает сонному Таити, что они с Такэру родные братья, однако их родители развелись, поэтому у них разные фамилии. Позднее из костра, который пытался ворошить Таити, случайно выпрыгивает горящая головёшка и падает на хвост Сидрамону, дигимону-морскому змею, живущему в этом озере. Сидрамон откалывает кусок почвы с трамваем от берега, а Ямато с Габумоном пытаются отвлечь его внимание, чтобы он не напал на остальных. Сидрамон нападает на Ямато, и его прибор начинает светиться: Габумон развивается в Гарурумона. После непродолжительного боя Гарурумон одолевает Сидрамона. С помощью «Марширующих рыбок» Гомамон возвращает островок на место. Перед полуденным сном Таити любуется, как Ямато убаюкивает Такэру игрой на губной гармошке. | |                  |                  |           |                      |
| 04 | Испепеляющий жар! Бёрдрамон «Сякунэцу! Ба:дорамон» (灼熱! バードラモン)                                        | Такахиро Имамура | Гэнки Ёсимура    | 28.3.1999 | 7.11.2002 7.10.2003  |
| Войдя в лес, дети видят пролетающую по небу чёрную шестерню. Вскоре они добираются до пустыни с торчащими из песка телеграфными столбами. Мими пытается сориентироваться на местности с помощью компаса, но компас бесится из-за обилия железа в песке. В пустыне они находят деревню дигимонов Пёкомонов, которые спрашивают, как Пиёмон, дигимон-напарница Соры, смогла эволюционировать из Пёкомона в нынешнюю форму. Пиёмон отвечает, что, защищая своего напарника-человека, дигимоны способны развиваться и становиться сильнее. Кроме того, герои приходят к выводу, что дигимоны способны к дальнейшей эволюции, если их напарникам угрожает опасность. Друзья хотят найти воды, но вся вода в местных колодцах и озере пересыхает. Выясняется, что в этом виноват огненный дигимон Мэрамон, который живёт на горе Михараси и обычно не совершает зла. Мэрамон нападает на деревню, и Пиёмон, пытаясь защитить Сору и Пёкомонов, эволюционирует в Бёрдрамона. Бёрдрамон побеждает Мэрамона, и из него выпадает чёрная шестерёнка, та самая, которую видели герои в начале серии. Из-за этой шестерни, которая попала внутрь Мэрамона, он сошёл с ума и начал нападать на окружающих. В благодарность Пёкомоны решают накормить героев зерном, однако многим это угощение оказывается не по вкусу. | |                  |                  |           |                      |
| 05 | Проблеск молнии! Кабутэримон «Дэнко! Кабутэримон» (電光! カブテリモン)                                         | Хироки Сибата    | Хиро Масаки      | 4.4.1999  | 8.11.2002 8.11.2003  |
| Устав, ребята решают остановиться на привал. Таити обнаруживает дым и находит по нему фабрику. Ребята проходят туда и осматривают её. Косиро и его дигимон Тэнтомон заходят в агрегатную и обнаруживают, что батареи, откуда фабрика берёт энергию, работают на программе, которая записана на стенах. Косиро пробует написать программу на своём ноутбуке и замечает, что программирование может влиять на окружающий мир и на дигимонов. Ямато, Мими и Такэру осматривают фабрику и узнают, что она сама создаёт какие-то аппараты, а затем сама же их и разбирает. Таити, Дзё и Сора находят дигимона-робота Андромона, зажатого между шестернями, но когда они его вытаскивают, чёрная шестерня случайно падает и вселяется в Андромона. Андромон нападает на детей, и, когда группы Таити и Ямато объединяются, Агумон и Габумон становятся Греймоном и Гарурумоном и пытаются вступить в бой с Андромоном. Тот их побеждает без особых усилий, так как он находится на уровень развития выше, чем Греймон и Гарурумон. Прибегает Косиро и с помощью программы на ноутбуке провоцирует эволюцию у Тэнтомона в Кабутэримона. Косиро, обнаружив, что у Андромона повреждена правая нога, приказывает Кабутэримону ударить Андромона в уязвимую точку, таким образом, чёрная шестерёнка, которая контролировала Андромона, исчезает. Андромон приходит в себя и извиняется перед детьми, а затем показывает им путь из фабрики через канализацию. | |                  |                  |           |                      |
| 06 | Яростная эволюция Палмон «Парумон икари но синка» (パルモン怒りの進化)                                         | Тэцуо Имадзава   | Ёсио Урасава     | 11.4.1999 | 11.11.2002 9.10.2003 |
| Идя через канализацию, дети играют со своими дигимонами в сиритори, используя, вместо отдельных слов, одну-две строки из песен. Когда ребята вспоминают о маленьких радостях жизни в реальном мире, на них нападает стая Нумэмонов — слабых дигимонов-слизняков, швыряющихся собственным помётом. Детям приходится убегать от Нумэмонов, а затем выйти наружу. Так как Нумэмоны не терпят дневной свет, они отстают. Продолжая свой путь, друзья находят автоматы с прохладительными напитками. Мими, желая купить себе колу, бежит к ним, но из автоматов вылезает Нумэмон, который предлагает Мими сходить с ним на свидание. Мими, само собой, отказывается и бежит в лес. Там она сталкивается с Мондзаэмоном, дигимоном, похожим на гигантского плюшевого медведя. Мондзаэмон — мэр Игрушечного города. Он нападает на Мими и её дигимона-напарника Палмон, но Нумэмон, который звал Мими на свидание, помогает им укрыться. В поисках остальных ребят Мими и Палмон забредают в Игрушечный город, где они видит, как прочие ребята убегают от игрушек с радостными криками. Мими и Палмон сходятся во мнении, что радость ребят выглядела фальшивой, а также замечают, что с ними нет дигимонов. Они обнаруживают дигимонов в сундуке в одном из домов. Агумон рассказывает Мими и Палмон, что из сундука не выбраться, и что Мондзаэмон с помощью своей особой атаки «Прекрасная атака», которая, по идее, должна вызывать положительные эмоции, стёр все эмоции ребят и заставил их носиться с игрушками. На Мими и Палмон нападает Мондзаэмон, однако Нумэмоны, несмотря на свою жалкую и трусливую натуру, самоотверженно пытаются защитить Мими. Палмон эволюционирует в Тогэмон и побеждает Мондзаэмона, выбив из него чёрную шестерню. Мондзаэмон, придя в себя, говорит, что ему было просто жаль брошенные игрушки, поэтому он пытался заставить детей с ними носиться, и в награду за своё освобождение использует на детях на сей раз настоящую Прекрасную атаку, чтобы даровать им положительные эмоции.     | |                  |                  |           |                      |
| 07 | Рёв! Иккакумон «Хо:ко:! Иккакумон» (咆哮! イッカクモン)                                                        | Харумэ Косака    | Акацуки Яматоя   | 18.4.1999 | 12.11.2002           |
| Друзья продолжаю свой путь через заснеженные равнины и доходят до вулканических источников. Там они находят холодильник, наполненный яйцами. Ребята, несмотря на предостережения Дзё, жарят эти яйца и ужинают ими. Дзё, обнаружив, что в яйцах не было ничего опасного, сокрушается, что он, самый старший среди детей, ничем не может им помочь. Таити и Ямато спорят, нужно ли забираться на центральную гору острова Файл: Таити говорит, что с горы можно осмотреть окрестности, а Ямато считает, что это слишком опасно. Дзё пытается рассудить Таити и Ямато, но ему это не удаётся, что ещё сильнее повергает его в уныние. Ночью, когда дети засыпают, Дзё решает отправиться на гору Мугэн сам, чтобы не подвергать друзей опасности и при этом осмотреть окрестности. За Дзё увязывается его дигимон-напарник, Гомамон. Вместе они проделывают полпути на вершину горы, и там они видят Юнимона, дигимона, похожего на пегаса. Из ущелья вылетает несколько чёрных шестерней, и одна из них впивается в Юнимона. Тем временем Сора, проснувшись, обнаруживает перед входом в пещеру хокку от Дзё, написанное им на песке. Вместе с Таити она следует за ним на гору. Юнимон нападает на Дзё и Гомамона, но их спасают подоспевшие Сора с Бёрдрамоном и Таити с Греймоном. Тем не менее, они оказываются неспособны победить Юнимона, поэтому Дзё прыгает на Юнимона и предпринимает отчаянную попытку вытащить из него чёрную шестерню. Гомамон эволюционирует в Иккакумона и спасает Дзё, а затем уничтожает шестерню, и Юнимон улетает. Таити и Сора благодарят Дзё за то, что он пытался для них сделать, и они вместе поднимаются на гору. Но наверху их ждал неприятный сюрприз: остров Файл оказался окружён океаном. | |                  |                  |           |                      |
| 08 | Посланник тьмы — Девимон «Ями но сися Дэбимон» (闇の使者デビモン)                                              | Хироюки Какудо   | Сатору Нисидзоно | 25.4.1999 | 13.11.2002           |
| Серия начинается с поединка двух дигимонов: доброго и справедливого Леомона, антропоморфного льва, и злого и подлого Огрмона, дигимона-огра. Леомон и Огрмон — заклятые враги. Битву прерывает третий дигимон, Девимон, он атакует Леомона своей особой атакой Коготь тьмы и подчиняет себе Леомона, чтобы уничтожить Избранных детей, о появлении которых он недавно узнал. Девимон приказывает Леомону и Огрмону атаковать детей, но те их одолевают. Девимон, оценив силу Избранных, вызывает камнепад, и Огрмон с Леомоном исчезают. Измотанные дети и дигимоны ищут место для отдыха, и в конце концов находят особняк. Таити находит особняк подозрительным, так как он не видел его с горы. Друзья находят здесь кров и еду и устраиваются на ночлег, однако особняк оказывается иллюзией Девимона, чтобы заманить детей в ловушку. Девимон телекинезом поднимает всех ребят на кроватях, кроме не спавшего Таити, в воздух, и говорит, что ребята являются Избранными, и они единственные, кто может помешать ему захватить мир с помощью чёрных шестерёнок. Чёрные шестерёнки заполнили весь остров Файл, и они раскалывают его на много частей. Девимон говорит, что после острова Файл он планирует захватить землю за океаном, а затем приказывает Леомону напасть на Таити, но прибор Таити, коснувшись Леомона, приводит его в чувство. Леомон даёт Таити и Агумону возможность сбежать, а сам пытается задержать Девимона и Огрмона, но Девимон вновь подчиняет его себе. | |                  |                  |           |                      |
| 09 | Столкновение! Ледяные дигимоны «Гэкитоцу! Рэйто: дэдзимон» (激突! 冷凍デジモン)                                | Такэнори Кавада  | Ацуси Маэкава    | 2.5.1999  | 14.11.2002           |
| Таити и Агумон добираются до заснеженного острова, отколовшегося от острова Файл. Там они встречают Юкидарумона, снежного дигимона, одержимого чёрной шестерёнкой. Уничтожив шестерню, они освобождают Юкидарумона от контроля Девимона, и тот в благодарность решает им помочь: он, используя свою способность к заморозке, делает ледяную дорогу на соседний остров, также покрытый снегом. Все острова движутся, поэтому двигаться через море оказывается довольно трудно. Тем временем Ямато пытается найти Такэру, пробиваясь через снежную бурю. Габумон еле-еле уговаривает Ямато подождать в пещере, так как тот серьёзно простудился из-за холода, и отправляется на поиски Такэру вместо Ямато. Вернувшись, Габумон обнаруживает окоченевшего Ямато под снегом: он всё равно пошёл искать своего младшего брата. Габумон приносит его в пещеру и накрывает его своей шерстью. Тем временем Таити, Агумон и Юкидарумон находят Ямато и Габумона. Юкидарумон отправляется на поиски провизии, а Таити и Ямато опять ссорятся: Ямато хочет спасти брата, несмотря ни на что, а Таити хочет выяснить, куда и почему движутся осколки острова. В результате они дерутся, как вдруг на них нападает Модзямон, дигимон-йети, одержимый чёрной шестернёй. Встретив Юкидарумона и воспользовавшись его помощью, они уничтожают чёрную шестерню, управлявшую им, а затем повреждают чёрные шестерни внутри острова. Остров начинает двигаться назад к горе Мугэн. Таити и Ямато понимают, что таким образом они смогут найти остальных. | |                  |                  |           |                      |
| 10 | Страж Кентарумон! «Сюгося Кэнтарумон!» (守護者ケンタルモン!)                                                   | —                | Гэнки Ёсимура    | 9.5.1999  | 15.11.2002           |
| Девимон раскидал детей на кроватях по различным осколкам острова Файл. Мими и Палмон оказываются на острове, покрытом густыми джунглями. Они встречают Скамона, дигимона-какашку, которому мозг заменяет другой дигимон, Тююмон. Скамон и Тююмон сперва хотят ограбить Мими и Палмон и закидывают их фекалиями, однако свет прибора Мими делает Скамона и Тююмона дружелюбными. Скамон показывает Мими дорогу к другому острову, где он видел Косиро и Тэнтомона, а затем просит её пойти с ним на свидание. Мими отказывается и с помощью Палмон перебирается на соседний остров. Тем временем Косиро находит древние руины с письменами на стенах, подобными тем, что он видел на фабрике с Андромоном. Косиро, несмотря на просьбу Тэнтомона идти искать остальных, пытается их расшифровать, чтобы больше узнать об этом мире. Приходят Мими и Палмон, и они пытаются привлечь внимание Косиро, однако тот настолько погружён работой, что не реагирует на неё. В результате Мими в слезах убегает вглубь руин, а Тэнтомон следует за ней, пытаясь её образумить. Косиро, расшифровав данные, узнаёт, что эти руины — лабиринт, наполненный ловушками. Связавшись с Мими и Тэнтомоном с помощью ноутбука, Косиро помогает выбраться ей из лабиринта, но на них нападает Кентарумон, дигимон-кентавр. Косиро и Палмон спешат им на помощь, Тэнтомон и Палмон развивается в Кабутэримона и Тогэмон, и вместе они уничтожают чёрную шестерню внутри Кентарумона. Кентарумон приходит в чувство, и он рассказывает, что он — страж этих руин, и что приборы у Избранных детей — священные предметы под названием дигивайс. На друзей нападает подчинённым Девимоном Леомон. Кентарумон пытается защитить от него детей, но повержен им. Тем не менее, свет дигивайсов Косиро и Мими отпугивает Леомона, и опасность минует. После этого Мими, узнав, что Кентарумон неспособен уничтожить чёрную шестерню, движущую остров, пинает её, и она начинает двигаться в обратном направлении, а осколок острова Файл — к горе Мугэн. | |                  |                  |           |                      |
| 11 | Танцующие привидения! Бакэмон «Одору бо:рэи! Бакэмон» (踊る亡霊! バケモン)                                     | Хироки Сибата    | Ёсио Урасава     | 16.5.1999 | 18.11.2002           |
| Дзё и Гомамон дрейфуют на кровати по морю и видят ящик. Дзё надеется, что в ящике еда, но находит там лишь Огрмона, который хочет их убить. Гомамон развивается в Иккакумона, и на нём Дзё уплывает от Огрмона. Иккакумон истощён, и поэтому не может держать форму и развивается обратно в Гомамона. Дзё и Гомамона вылавливают Сора и Пиёмон, рыбачившие на острове. Гомамон просит Сору и Пиёмон признать Дзё главным, чтобы он стал увереннее в себе. Когда Дзё просыпается, ребята видят церковь на вершине холма. У церкви Дзё видит танцующих людей. Люди заводят друзей в церковь, и оказывается, что Дзё и Сору принесли, как подношение господину Бакэмону, злому дигимону-призраку, обитающему на кладбище. Люди, соответственно, оказываются Бакэмонами. Пиёмон и Гомамона отводят в тюрьму, и они не могут ничего сделать, так как обессилели от голода. Гомамон додумывается обманом заставить Бакэмона-тюремщика принести еды, Пиёмон и Гомамон оглушают тюремщика и выбираются из тюрьмы. Бакэмоны, связавшие Сору и Дзё, объединяются в одного большого Бакэмона, но подоспевают Пиёмон и Гомамон, которые развиваются в Бёрдрамон и Иккакумона. Атаки дигимонов оказываются неэффективны против Бакэмона, но Дзё додумывается прочитать молитву, чтобы ослабить Бакэмона, как «нечистую силу». План Дзё срабатывает, и Бакэмон уничтожен. Уничтожены и чёрные шестерёнки, двигавшие остров, и он движется обратно к горе Мугэн. Сора и Дзё, подозревая, что остальные Избранные и их дигимоны должны быть там, отправляются туда на Бёрдрамон и Иккакумоне. | |                  |                  |           |                      |
| 12 | Приключение! Патамон и я «Бо:кэн! Патамон то боку» (冒険! パタモンと僕)                                        | Такахиро Имамура | Хиро Масаки      | 23.5.1999 | 19.11.2002           |
| Такэру и Патамон доплывают на кровати до берега. Такэру становится страшно без остальных и без его брата, и он начинает плакать, а Патамон, считая, что он без эволюции бесполезен, тоже начинает реветь. Когда оба успокаиваются, Патамон и Такэру обсуждают, в кого же разовьётся Патамон. В конце концов Патамон решает остаться прежним, чтобы не измениться и остаться другом Такэру. Вместе они доходят до странного места, где пол мягкий, как кровать, повсюду лежат гигантские игрушечные кубики и игрушки. Такэру и Патамон обнаруживают здесь новорождённых дигимонов и яйца дигимонов. Приходит Элекмон, электрический дигимон, следивший за маленькими дигимонами, и, сочтя Такэру и Патамона за врагов, атакует их. Патамон едва не эволюционирует во время битвы, но Такэру удаётся образумить Элекмона и Патамона и заставить их решить ссору мирно. Элекмон меняет гнев на милость и начинает лучше относиться к Патамону. Такэру спрашивает Элекмона, как добраться до горы Мугэн, чтобы выяснить у Девимона, где находятся остальные Избранные, на что Элекмон отвечает, что идти к Девимону — чистое самоубийство. Тем временем Девимон, понимая, что Такэру один и с ни разу не эволюционировавшим Патамоном не представляет серьёзной угрозы, посылает Леомона убить их. | |                  |                  |           |                      |
| 13 | Пробуждение Ангемона! «Эндземон какусэ!» (エンジェモン覚醒!)                                                   | Хироюки Какудо   | Сатору Нисидзоно | 30.5.1999 | 20.11.2002           |
| Огрмон и Леомон настигают Такэру и Патамона, но вовремя подоспевшие Греймон, Гарурумон, Кабутэримон и Тогэмон защищают их. Таити и Ямато по указанию Косиро изгоняют зло из Леомона с помощью дигивайсов, и он становится на сторону ребят, а Огрмон сбегает с поля боя. Леомон рассказывает детям о пророчестве об Избранных, которые придут в этот мир и уничтожат зло, дав своим дигимонам силы для развития, из чего ребята делают вывод, что, победив Девимона, они смогут вернуться в свой мир. Девимон видит, что удача не на его стороне, поэтому он поглощает Огрмона и чёрные шестерни и становится гигантским, а затем атакует детей. Подоспевают Дзё и Иккакумон и Сора и Бёрдрамон, однако Девимон с легкостью побеждает всех дигимонов. Затем Девимон атакует Такэру, но Патамон эволюционирует в Ангемона. Собрав энергию дигивайсов ребят, Ангемон жертвует собой и убивает Девимона. Перед смертью Ангемон говорит Такэру, что они ещё встретятся, а затем он свёртывается в дигияйцо, из которого он потом должен вылупиться вновь. Умирающий Девимон упоминает, что за океаном есть злые дигимоны, которые намного сильнее его самого, поэтому Избранные сходятся во мнении, что им нужно их победить. Ребята находят странный проектор, из которого появляется голограмма старика. | |                  |                  |           |                      |
| 14 | Курс на новый материк! «Табидати синтарику э!» (出航・新大陸へ!)                                               | Тэцуо Имадзава   | Рэйко Ёсида      | 6.6.1999  | 21.11.2002           |
| Старик представляется Гэннаем. Он говорит, что Девимон мешал ему связаться с Избранными детьми. Гэннай должен был помочь Избранным освоиться в этом мире и победить силы зла. На вопрос Избранных, как они попали в этот мир и как им вернуться домой, Гэннай отвечает, что ничего не знает. Гэннай говорит, что Девимон спрятал семь кулонов, в которые нужно поместить специальные знаки, соответственно, на каждого Избранного по кулону и знаку. С помощью знаков их дигимоны будут способны к дальнейшей эволюции и, соответственно, иметь больше шансов победить злых дигимонов на земле за океаном, материке Сервер. Знаки спрятаны по всему континенту. Избранные и их дигимоны с помощью дигимонов с острова Файл строят плот и отправляются на Сервер, а перед самым отбытием из яйца вылупляется переродившийся дигимон-напарник Такэру в форме новорождённого, Поёмон. По пути их проглатывает гигантский дигимон-кит Вамон. Друзья выбираются из его желудка, уничтожив там чёрную шестерню, и Вамон в благодарность соглашается подвезти их до Сервера. Вамон упоминает, что Девимон мог спрятать кулоны в подводной пещере, и доставляет друзей туда. В пещере они натыкаются на Дримогемона, дигимона-крота со сверлом на лбу, одержимого чёрной шестернёй, но Иккакумон и Кабутэримон побеждают его. Избранные находят кулоны и на Вамоне продолжают свой путь на Сервер. | |                  |                  |           |                      |
| 15 | Этэмон! Подмостки зла «Этэмон! Аку но ханамити» (エテモン! 悪の花道)                                           | Хироюки Какудо   | Сатору Нисидзоно | 13.6.1999 | 22.11.2002           |
| Через пять дней после отбытия с острова Файл Вамон довозит детей до материка Сервер. Ребята решают найти ближайшую деревню Коромонов, чтобы те помогли детям, но натыкаются на Пагумонов, которые их приветствуют со всеми почестями и закатывают в их честь пир. Агумон уверен, что он чувствовал здесь запах Коромонов, другие дигимоны также сомневаются в добрых намерениях Пагумонов, так как те известные обманщики. Во время пира Поёмон Такэру развивается в Токомона. Ночью, когда ребята и их дигимоны засыпают, Пагумоны похищают Токомона и начинают над ним издеваться. Их прерывают дигимоны-гиены Гадзимоны. Узнав, что этот Токомон пришёл с людьми, Гадзимоны приказывают Пагумонам кинуть Токомона в клетку и не дать Избранным уйти, а сами докладывают о них Этэмону, который решает уничтожить Избранных. На следующее утро ребята ищут пропавшего Токомона. Агумон по запаху находит Токомона и Коромонов в клетке в пещере за водопадом, но два Гадзимона нападают на Агумона и валят его. Агумон догадывается огнём создать дымовой сигнал и привлечь внимание Таити, чтобы тот помог ему развиться. Обман Пагумонов раскрывается, и те уходят из деревни Коромонов. Таити развивает Агумона в Греймона и тот побеждает Гадзимонов. Появляется Этэмон, который хочет уничтожить деревню и Избранных, и дигимоны неспособны развиться в его присутствии из-за его способности «Серенада любви», отбирающей у них силы. Избранные, дигимоны и Коромоны сбегают через пещеру, где Таити находит свой знак — знак Храбрости, который должен дать Агумону возможность к дальнейшей эволюции. | |                  |                  |           |                      |
| 16 | Тёмная эволюция! СкаллГреймон «Анкоку синка! СкаруГурэймон» (暗黒進化! スカルグレイモン)                       | Такэнори Кавада  | Хиро Масаки      | 20.6.1999 | 25.11.2002           |
| Поскольку только Таити нашёл свой знак, только Агумон может развиться в более сильную форму. Исходя из того, что для развития в новую форму нужно больше энергии, Таити буквально заталкивает в Агумона еду, но это не даёт результата. Дзё, увидев, что его кулон светится, предполагает, что его знак рядом, и бежит его искать, но спотыкается об один из проводов Этэмона, благодаря чему тот их засекает. Поиски знака Дзё приводят Избранных на колизей, но колизей оказывается ловушкой Этэмона, и в результате все герои оказываются схвачены, кроме Агумона. Этэмон, помимо всего прочего, натравляет на Агумона своего Греймона. Агумон развивается в Греймона и сражается с Греймоном Этэмона, но начинает проигрывать, так как переел и не может нормально двигаться. Дзё находит выход из ловушки и находит свой знак Честности, а затем Таити заставляет Греймона развиться, но трансформация идёт не так, и Греймон развивается в СкаллГреймона, свирепого и сильного дигимона, рушащего всё на своём пути. СкаллГреймон уничтожает Греймона Этэмона, а затем нападает на ребят, но у него заканчивается энергия и он свёртывается в Коромона, младенческую форму Агумона. Коромон говорит, что не мог себя контролировать, будучи СкаллГреймоном, и Таити признаёт свою вину в том, что он хотел развить Агумона, не взирая на способы. | |                  |                  |           |                      |
| 17 | Капитан корабля иллюзий — Кокатримон! «Мабороси сэнтё: Кокаторимон!» (幻船長コカトリモン!)                     | Хироки Сибата    | Ёсио Урасава     | 27.6.1999 | 26.11.2002           |
| Избранные дети идут через пустыню, изнывая от жары. Мими видит огромный кактус, и ребята с дигимонами бегут к нему, чтобы укрыться в тени от солнца, однако он оказывается миражом. На месте кактуса появляется голограмма Гэнная. Он объясняет, что Агумон неправильно эволюционировал, поскольку Таити не заботился о нём должным образом, однако на голограмме появляются помехи и связь с Гэннаем прерывается. Дети начинают сомневаться, получится ли у них правильно развивать дигимонов, чтобы не повторился казус со СкаллГреймоном, но вдруг они видят пароход, идущий сквозь пустыню. Корабль останавливается, и Мими, используя своё женское обаяние, уговаривает моряка-Нумэмона пустить ребят на корабль. Корабль принадлежит дигимону-нелетающей птице Кокатримону, слуге Этэмона, и он хочет уничтожить ребят с помощью моряков-Нумэмонов. Дигимоны хотят дать отпор, и Коромон развивается в Агумона, но Кокатримон хватает Избранных в плен и превращает всех дигимонов в статуи с помощью способности «Взгляд горгоны». Тем не менее, Соре, Мими и их дигимонам удаётся сбежать. Пиёмон и Палмон эволюционируют, побеждают Кокатримона, а затем Избранные дети покидают корабль, однако Кокатримон не намерен сдаваться и ведёт корабль за ними. Дети и их дигимоны бегут от корабля к огромному кактусу, который оказывается не миражом. Корабль врезается в кактус и взрывается. На кактусе раскрывается цветок, и Мими находит свой знак Искренности. | |                  |                  |           |                      |
| 18 | Фея! Пикколомон «Ёсэй! Пиккоромон» (妖精! ピッコロモン)                                                        | Такахиро Имамура | Ацуси Маэкава    | 4.7.1999  | 27.11.2002           |
| Ребята продолжают свой путь, попутно обсуждая, как им использовать знаки. Вдруг нападает Кувагамон. Таити боится развивать Агумона, чтобы тот ненароком не обернулся в СкаллГреймона, но вдруг Кувагамона уничтожает Пикколомон, дигимон-фея. Пикколомон недоволен тем, что Избранные и их дигимоны слабы, поэтому он предлагает им потренироваться у него. Сперва дети ему не доверяют, однако, посоветовавшись, решают последовать за ним. Дом Пикколомона спрятан в невидимом оазисе посреди пустыни. Даже Этэмон неспособен обнаружить дом Пикколомона. Дом Пикколомона находится на высоком утёсе, куда ребята и дигимоны должны добраться пешком. Затем Пикколомон заставляет ребят и дигимонов мыть полы у него дома, а Таити и Агумона в наказание за фиаско заводит в зыбучие пески и заставляет их оттуда выбираться. Ночью Ямато и Косиро обнаруживают, что Таити ещё не вернулся, и что их кулоны светятся — значит, их знаки где-то рядом. Таити и Агумон приходят в себя в какой-то лодке, плывущей по подземной реке. Тем временем Пикколомон будит ребят и дигимонов рано утром для новой тренировки. Косиро и Ямато находят знаки Мудрости и Дружбы, но для этого им приходится покинуть оазис. Этим самым они привлекают к себе внимание Этэмона, который приказывает своему слуге дигимону-тираннозавру Тираномону напасть на них. Тираномон прорывает защитный барьер оазиса и врывается в него. Таити и Агумон причаливают к месту, похожему на Токио, где Таити встречает себя в детстве. Таити в детстве не мог научиться кататься на велосипеде, но Агумон и настоящий Таити помогают ему, и Таити, поняв, что не нужно сдаваться, плывёт обратно с Агумоном на лодке на выручку остальным. Агумон развивается в Греймона и побеждает Тираномона. После этого Избранные покидают Пикколомона и продолжают свой путь. | |                  |                  |           |                      |
| 19 | Наномон в лабиринте «Мэйкю: но Наномон» (迷宮のナノモン)                                                       | Хироюки Какудо   | Сатору Нисидзоно | 11.7.1999 | 28.11.2002           |
| Косиро с помощью своего ноутбука проникает в информационную сеть Этэмона, которая покрывает собой его территорию. Именно с её помощью Этэмон выслеживал Избранных детей. Косиро приходит электронное письмо с просьбой о помощи, в награду отправитель обещает помочь найти оставшиеся знаки. Дети сомневаются, вдруг это ловушка, но всё равно идут на помощь неизвестному отправителю письма. Кулоны Соры и Такэру светятся, значит, их знаки где-то рядом. Такэру находит свой знак, и ребята считают, что просьба о помощи — не обман. Ребята заходят в пещеру, где стены покрыты знаками вроде тех, что в руинах Кентарумона или на фабрике Андромона. Косиро предполагает, что весь этот мир состоит из цифровых данных, поэтому он программированием может влиять на окружающий мир. Также Косиро замечает, что из-за одинаковых информационных сетей реальный и Цифровой миры неразрывно связаны. Косиро запускает программу, прикреплённую к письму, и ребята оказываются в пустыне у перевёрнутых египетских пирамид. Там они видят Этэмона, который хочет наказать Наномона, дигимона-робота, следившего внутри пирамиды за информационной сетью Этэмона. Дзё, Таити, Сора, Косиро, Ямато и их дигимоны через тайные проходы проникают в пирамиду, чтобы найти отправителя письма. Им оказывается Наномон, который был захвачен Этэмоном. Дети его почти освобождают, но тут появляется Этэмон. Когда Наномон освобождён, он предаёт детей и нападает на них и Этэмона. Затем Наномон хватает Сору и Пиёмон, чтобы использовать их против Этэмона. Этэмон оказывается слишком силён, и детям приходится отступать. | |                  |                  |           |                      |
| 20 | Эволюция до завершённого уровня! МеталГреймон «Кадзэнтай синка! Мэтаругурэймон» (完全体進化! メタルグレイモン) | Хироюки Какудо   | Сатору Нисидзоно | 18.7.1999 | 29.11.2002           |
| Косиро узнаёт, что Наномон вовсе не сбежал, а спрятался в тайную комнату в пирамиде, прямо под носом у Этэмона. Дети решают вызволить Сору оттуда. Наномон пытается клонировать Сору, чтобы заставить Пиёмон эволюционировать и сражаться на его стороне. Вокруг пирамиды собрались дигимоны Этэмона, поэтому невозможно пройти незамеченным. Избранные и их дигимоны решают отвлечь дигимонов Этэмона, а Косиро, Тэнтомон, Таити и Агумон проникают внутрь пирамиды. Этэмон обнаруживает, что избранные проникли в пирамиду, и Косиро решает его отвлечь, а Таити, преодолев свою нерешительность и тем самым дав силу своему знаку Храбрости, спасает Сору из рук Наномона. Этэмон врывается к Наномону, но тому удаётся сброситься вместе с ним в пространство вируса, уничтожающее всё, что туда попадёт. Тем не менее, Этэмон не исчезает, а подчиняет себе вирус. Греймон с помощью знака Таити развивается в МеталГреймона и уничтожает Этэмона, однако его с Таити затягивает в чёрную дыру, образовавшуюся на месте Этэмона. Таити и МеталГреймон, ставший Коромоном, оказываются в реальном мире, на Одайбе. | |                  |                  |           |                      |